# Muzaffarnagar
Muzaffarnagar (en hindi : मुजफ्फरनगरम्) est une ville de l'État de l'Uttar Pradesh en Inde.

## Discriminations contre les minorités religieuses
Les nationalistes hindous, soutenus par les institutions et les médias locaux, cherchent à accentuer les divisions entre hindous et musulmans en renforçant des préjudices existants à l'égard des minorités, mais aussi à les affaiblir économiquement. 
Ainsi, les restaurateurs musulmans de Muzaffarnagar sont depuis plusieurs années victimes de discriminations, comme le harcèlement policier.
Les autorités ont également exigé, en 2024, des propriétaires de restaurants d'afficher leur nom, une mesure, finalement suspendue par la Cour suprême d'Inde, visant officieusement à inciter au boycott des établissements gérés par des musulmans.  Certains restaurants ont aussi été contraints de licencier leur personnel musulman.